# Thambema amicorum
Thambema amicorum là một loài chân đều trong họ Thambematidae. Loài này được Stebbing miêu tả khoa học năm 1912.